# Katja Nicodemus
Katja Nicodemus (* 1968) ist eine deutsche Filmkritikerin und Journalistin. Nach mehrjähriger Tätigkeit für die Taz schreibt sie seit den 2000er Jahren vornehmlich für die Wochenzeitung Die Zeit.

## Leben
Nicodemus studierte Vergleichende Literaturwissenschaft, Politikwissenschaft, Lateinamerikanistik und Russisch in Berlin und Paris. Im Jahr 1999 begann sie für die Taz zu schreiben. Dort verfasste sie bis zu ihrem Wechsel zur Wochenzeitung „Die Zeit“ dutzende Filmkritiken. Diese Arbeit setzte sie bei der „Zeit“ im Feuilleton fort. Nicodemus interviewte dort eine Vielzahl internationaler Filmschaffender, unter vielen anderen Charlotte Rampling, Lars von Trier, Thelma Schoonmaker, Brigitte Bardot, Hayao Miyazaki und Jean-Luc Godard. Sie berichtet regelmäßig von den wichtigen internationalen Filmfestivals, nicht zuletzt der Berlinale.
Neben ihren Veröffentlichungen in der Zeit und anderen Print- bzw. Schriftmedien stehen mittlerweile Radiokommentare und -features, so z. B. bei NDR Kultur und Radio Bremen. Mit Kollegin Anke Leweke drehte sie Mitte der 2000er Jahre zudem eine Fernsehdokumentation zu Las Vegas im Film, außerdem wird sie im Filmbereich als Moderatorin und Laudatorin nachgefragt.
Katja Nicodemus lebt in Berlin und Hamburg.
Nicodemus ist Autorin von etwa 40 Folgen der täglichen Hörfunksendung ZeitZeichen oder Kalenderblatt.